# Vlaams en Goed
Vlaams en Goed was een muziekprogramma van de BRTN dat in 1995 uitgezonden werd.  De presentatie was in handen van Alexandra Potvin.
De opnames vonden plaats in het Amerikaans Theater.  In elke aflevering stond een Vlaamse artiest centraal.  De muzikale nummers werden afgewisseld met interviews met de centrale gast.

## Afleveringen
| Afl. | Uitzenddatum  | Centrale gast        | Muzikale gasten                                                         |
| ---- | ------------- | -------------------- | ----------------------------------------------------------------------- |
| 1    | 8 maart 1995  | John Terra           | Dana Winner, Luc Steeno, Kamiel Spiessens, Will Tura                    |
| 2    | 15 maart 1995 | Dana Winner          | Philip Robrecht, Micha Marah, Wendy Van Wanten, Soulsister, Dana Winner |
| 3    | 22 maart 1995 | Gunther Neefs        | Jaffo Gate Quartet, Sabien Tiels, Robert Mosuse, Barbara Dex            |
| 4    | 29 maart 1995 | Luc Steeno           | Sha-Na, Marleen, Mieke, Helmut Lotti                                    |
| 5    | 5 april 1995  | Isabelle A           | Jean Bosco Safari, Guy Bryan, Elisa Waut                                |
| 6    | 12 april 1995 | Walter Grootaers     | Clouseau, Kommil Foo, Jo Lemaire, The Championettes                     |
| 7    | 19 april 1995 | Helmut Lotti         | Lisa Del Bo, Niels William, Anik Nak, Bart Kaell                        |
| 8    | 26 april 1995 | Liliane Saint-Pierre | Gunther Neefs, Kris De Bruyne, Yasmine, Jimmy Frey                      |
| 9    | 3 mei 1995    | Micha Marah          | Jean Bosco Safari, Sanne, Sam Gooris, Pop In Wonderland                 |
| 10   | 10 mei 1995   | Will Tura            | Barbara Dex, Janu, Sabien Tiels, Soulsister                             |
| 11   | 24 mei 1995   | Paul Severs          | Jan Pieter Liedmann, PC Brown, En Zo                                    |
| 12   | 31 mei 1995   | Johan Verminnen      | Bart Van den Bossche, Ingeborg, Wigbert, Miek en Roel                   |
| 13   | 7 juni 1995   | Jo Vally             | The Pebbles, Frank Dingenen, Yasmine, John Terra                        |

Op 11 juli 1995 werd een speciale aflevering van Vlaams en Goed uitgezonden naar aanleiding van de feestdag van de Vlaamse Gemeenschap.  De muzikale gasten in deze aflevering waren Helmut Lotti, Gunther Levi, Erik Van Neygen, Luc Steeno, Bart Herman, Gunther Neefs, Johan Verminnen, Paul Severs, Micha Marah en Jo Vally.